# Калинівка (Рівненський район)
Кали́нівка (МФА: [kɐˈɫɪɲiu̯kɐ] ( прослухати)) — село у складі Корецької міської громади Рівненського району Рівненської області; населення — 373 особи; перша згадка — 1577 рік; первісна назва — Бабин (до 1963 року). У селі діяла загальноосвітня школа І ступеня (до 2021), клуб, фельдшерсько-акушерський пункт, Свято-Серафимівська церква. У 1967 році був встановлений пам'ятний знак землякам, які загинули у Німецько-радянській війні і жертвам періоду Німецько-радянської війни.

## Географія
Селом протікає річка Корчик.

## Історія
В 1495 році неподалік Бабина, поблизу Корця відбулася битва з татарськими загонами, де князь Семен Гольшанський переміг орду сина Кримського хана Менглі І Гірея (майбутній хан Мехмед І Гірей).
Вперше згадується під 1577 роком де князь Корецький (Яким Богушевич) платив за 27 дим, 5 гор. З кінця XVI та в XVII столітті село Бабин у посесії руських (українських) бояр, шляхтичів Бабинських, власного гербу. Їх родовим гніздом було інше село з такою ж назвою — Бабин. В 1603 році його отримав у спадок від свого батька Іван Андрійович Бабинський, маршалок мозирський. Згідно подимного перепису 1629 року згадується як посесор Бабина з присілками Великі та Малі Піддубці, де мав близько 30 димів і також 40 димів у селі Тожир. Також мав двір і землю в Корці. По смерті Івана Андрійовича Бабинського левовою часткою тут володіла на правах оренди його донька Катерина Іванівна Бабинська та її чоловік Юрій Гораїн. Також свою частку тут їй заповів брат Юрій у заповіті від 1650 року. На 1650 рік згідно подимного перепису, в Бабині було 49 димів, Великих Піддубцях — 28, Малих Піддубцях — 5, Тожирі — 40 «яко и давно». Під час Національно-визвольної війни, 1 квітня 1651 року частина Бабина була спустошена надвірною хоругвою Владислава Немирича.  В 1651 році Бабин знову був спустошений загоном волоської хоругви того ж Владислава Немирича. 27 червня 1652 року Бабин спустошили загони краківського воєводи Домініка Заславського на чолі з паном Завальським (Міхалом), позабиравши залишки худоби, тощо. На додаток, до серпня цього ж року тут вирувала чума, що виморила також місто Корець з іншими околичними селами. Бабин з Піддубцями перейшли у власність Андрія Линевського де в 1651 році мав 12 димів. Ще згодом до Станіслава Лещинського. У XVIII ст. у власності Чарторийських. 
З1793 року в складі Заславського намісництва, дещо пізніше Волинської губернії Російської імперії. У кінці ХІХ століття Бабин належав до ключа Пищів графа Потоцького як спадо від князів Чарторийських.
У 1906 році село Бабин Корецької волості Новоград-Волинського повіту Волинської губернії. Відстань від повітового міста 32 верст, від волості 2. Дворів 75, мешканців 564. В 1911 р. власність Малинських і має 81 домів і 250 жителів
В 1917—1920 роках в складі Української Народної Республіки.
З 1921 по 1939 рік у складі Польської республіки. Присілки Піддубці та Татарщина (суч. Веселинівка) в складі СРСР.
В 1963 році радянською владою змінено назву села Бабин на — Калинівка.

## Населення

### Мова
Розподіл населення за рідною мовою за даними перепису 2001 року:
| Мова       | Кількість | Відсоток |
| ---------- | --------- | -------- |
| українська | 367       | 98.39%   |
| румунська  | 4         | 1.07%    |
| російська  | 2         | 0.54%    |
| Усього     | 373       | 100%     |

## Соціальна сфера

### Освіта
У селі діяв Калинівський НВК «Загальноосвітня школа І ступеня – заклад дошкільної освіти». У 2021, навчальний заклад було ліквідовано у рамках проекту з реорганізації мережі закладів освіти. На момент ліквідації у школі навчалося 8 учнів та працювало 4 особи персоналу.
У серпні 2024, було проведено громадські обговорення з приводу використання майна навчального закладу, відреставроване 2-поверхове приміщення якого не використовувалося 4 роки. 28 листопада 2024, будівлю було виставлено на аукціон з терміном оренди на 5 років.